# Телесикл
Телесикл (др.-греч. Τελεσίκλες; VIII—VII века до н. э.) — древнегреческий политический деятель, основатель паросской колонии на Фасосе, отец поэта Архилоха. После смерти почитался в городе Фасос как герой-ойкист.

## Биография
Телесикл принадлежал к аристократии Пароса — греческого острова в составе архипелага Киклады. Согласно Павсанию, он был внуком Теллида, жреца Деметры, перенёсшего культ этой богини на Фасос, но в историографии существуют мнения, что Теллид скорее был отцом Телесикла, а не дедом, либо что Теллид и Телесикл — это один и тот же человек. Точной информации о времени жизни Телесикла в сохранившихся источниках нет. Колонизацию Фасоса, которой он руководил, Дионисий Галикарнасский датирует 16-й Олимпиадой (716—712 годы до н. э.), Ксанф — 18-й (708—704 годы до н. э.), современные учёные — примерно 700 годом до н. э. При этом антиковеды уверены, что сын Телесикла Архилох родился приблизительно в 689 или 680 году до н. э. В одном из стихотворений Архилоха упоминается солнечное затмение, причём Аристотель был уверен, что рассказ о нём поэт вложил в уста своему отцу. Предполагаемая дата этого затмения — 6 апреля 684 года до н. э.
По одной из легенд, ставших частью античной биографии Архилоха, Телесикл вместе со своим соотечественником Ликамбом совершил по поручению паросцев поездку в Дельфы, чтобы там узнать у пифии, ждёт ли удача паросских колонистов на Фасосе. Ответ был благоприятным. Кроме того, пифия предсказала лично послу, что его сына ждёт великая судьба. «Бессмертным и прославленным будет у тебя, Телесикл, сын, который первым приветствует тебя, прыгнувшего с корабля на милую отеческую землю», — предрекла она. Речь шла об Архилохе.
Телесикл возглавил паросских колонистов, которые высадились на Фасосе и основали там одноимённый город. Жители колонии столкнулись с серьёзными трудностями — непривычным климатом, нападениями фракийцев. Тем не менее новый город выстоял. Фасосцы чтили память Телесикла как ойкиста (основателя); в 1946 году на городской агоре были найдены остатки здания, которое предположительно было его герооном (святилищем). При этом гробницу Телесикла археологи не обнаружили.

## Семья
Известно, что у Телесикла была дочь, достигшая взрослых лет и вышедшая замуж. Её муж погиб во время кораблекрушения ещё при жизни тестя. От связи Телесикла с фракийской рабыней по имени Энипо родился сын Архилох — прославленный поэт. Отец его признал, благодаря чему Архилох получил права гражданина Пароса (и, видимо, Фасоса). Однако родовое имущество поэту не досталось.